# Llengües zapoteques
Les llengües zapoteques són un grup de llengües de la família otomang procedents d'un protozapoteca comú parlat pel poble dels zapoteques durant l'era de dominància de Monte Albán.

## Classificació
El zapoteca es divideix usualment en dues branques les variants zapoteques pròpiament dites, les variants chatins i variants menors com el papabuco i el solteco, que alguns autors consideren llengües zapoteques divergents. Basant-se en l'anàlisi del sistema pronominal i altres innovacions s'ha proposat la següent relació entre les llengües zapoteques:

|          | Zezontepec                                              |
|          |                                                         |
| Costaner | \| \| Tataltepec \| \| \| \| \| \| Oriental \| \| \| \| |
|          | \| \| Tataltepec \| \| \| \| \| \| Oriental \| \| \| \| |
|          | Tataltepec                                              |
|          |                                                         |
|          | Oriental                                                |
|          |                                                         |

|  | Tataltepec |
|  |            |
|  | Oriental   |
|  |            |

|  | Serrano  |
|  |          |
|  | Villalta |
|  |          |
|  | Rincón   |
|  |          |

|  | Valls |
|  |       |
|  | Istme |
|  |       |

|  | Serrano  |
|  |          |
|  | Villalta |
|  |          |
|  | Rincón   |
|  |          |

|  | Valls |
|  |       |
|  | Istme |
|  |       |

|  | Serrano  |
|  |          |
|  | Villalta |
|  |          |
|  | Rincón   |
|  |          |

|  | Valls |
|  |       |
|  | Istme |
|  |       |

|  | Serrano  |
|  |          |
|  | Villalta |
|  |          |
|  | Rincón   |
|  |          |

|  | Valls |
|  |       |
|  | Istme |
|  |       |

|          | Zezontepec                                              |
|          |                                                         |
| Costaner | \| \| Tataltepec \| \| \| \| \| \| Oriental \| \| \| \| |
|          | \| \| Tataltepec \| \| \| \| \| \| Oriental \| \| \| \| |
|          | Tataltepec                                              |
|          |                                                         |
|          | Oriental                                                |
|          |                                                         |

|  | Tataltepec |
|  |            |
|  | Oriental   |
|  |            |

|  | Serrano  |
|  |          |
|  | Villalta |
|  |          |
|  | Rincón   |
|  |          |

|  | Valls |
|  |       |
|  | Istme |
|  |       |

|  | Serrano  |
|  |          |
|  | Villalta |
|  |          |
|  | Rincón   |
|  |          |

|  | Valls |
|  |       |
|  | Istme |
|  |       |

|  | Serrano  |
|  |          |
|  | Villalta |
|  |          |
|  | Rincón   |
|  |          |

|  | Valls |
|  |       |
|  | Istme |
|  |       |

|  | Serrano  |
|  |          |
|  | Villalta |
|  |          |
|  | Rincón   |
|  |          |

|  | Valls |
|  |       |
|  | Istme |
|  |       |

Les estimacions glotocronològiques per al temps de diversificació a partir del proto-zapotecano és de 24 segles, és a dir, al voltant d'un mil·lenni més que el temps de diversificació del Zapoteca pròpiament dit. Fora d'aquest agrupament des del segle xix es van reconèixer relacions entre el grup zapotecano i el grup mixteca que formarien la branca oriental de les llengües otomang.

## Comparació lèxica
El següent quadre mostra els pronoms subjecte en proto-zapoteca, chatino, papabuco i proto-zapotecano:
| GLOSA                          | proto- zapoteca | chatino | papabuco | proto- zapotecano |
| ------------------------------ | --------------- | ------- | -------- | ----------------- |
| 1a persona singular            | *naʔ            | ʔnyãã43 | ã        | *naʔ              |
| 2a persona singular            | *luʔ(i) *nuʔ    | ʔĩĩ21   | ru       | *luʔ *nuʔ         |
| 3a persona singular (persona)  | *pi             |         |          |                   |
| 3a persona singular (animat)   | *ma(ni)         |         |          |                   |
| 3a persona singular (inanimat) | *ni             |         |          |                   |
| 1a persona plural inclusiva    | *na             | ʔnyãã23 | na       | *nã               |
| 1a persona plural exclusiva    | *tyiʔu *ya      | ʔwa43   |          | *yã               |
| 2a persona plural              | *wa             | ʔwã³²   |          | *wã               |
| 3a persona plural              |                 |         |          |                   |

Quant als numerals es tenen les següents temptatives de reconstrucció:
| Variant                 | un    | dos     | tres   | quatr3  | cinc    | sis    | set     | vuit   | nou  | deu  |
| ----------------------- | ----- | ------- | ------ | ------- | ------- | ------ | ------- | ------ | ---- | ---- |
| Proto-zapoteca          | *tobi | *tjop-  | *tson- | *tap-   | *gayoʔ  | *šopa  | *ga'tsi | *šonoʔ | *gaʔ | *tsi |
| Chatino de la zona alta | ska23 | tukwa³² | snã³²  | hakwa23 | ki'yu³² | skwa³² | kati21  | snũ23  | kaa² | tii² |
| Proto-zapotecano        |       | *tukw-  | *tsna- | *takw-  | *kayuʔ  | *skwa  | *ka'ti  | *snu   | *kaʔ | *tii |